# Jacob Willemszoon de Wet
Jacob Willemszoon de Wet o Jacob de Wet el Vell, actiu a Haarlem entre el 1632 i el 1672, fou un pintor barroc neerlandès, especialitzat en pintura bíblica i d'història, de vegades, tractada com a paisatge amb figures.

## Biografia
És poc el que es coneix amb seguretat de la biografia de Jacob Willemszoon de Wet, fill d'un algutzir catòlic, qui podria haver nascut cap a 1610 doncs el 1634 se'l cita entre els artistes que havien aportat la seva contribució anual a la guilda de Sant Lluc de Haarlem. Per l'estil de les seves pintures primerenques, tractades amb accentuat clarobscur, s'ha pensat que pogués haver tingut algun contacte amb Rembrandt a Leiden.
Va contreure matrimoni el 1635 amb Maria Jochemsdr van Woubrugge, morta sense fills, i el 1639, en segones noces, amb Maria Jabosdr, amb qui va tenir cinc fills, entre ells Jan de Wet II, també pintor. Es desconeix la data de la seva mort que, segons les fonts, podria quedar compresa entre 1672, fi del període d'activitat conegut, i 1691.
Va tenir un elevat nombre de deixebles -se citen fins a trenta-quatre- dels quals els més coneguts són Jan Vermeer van Haarlem, Job Adriaensz. Berckheyde i Paulus Potter, que podria haver entrat a estudiar amb Wet al maig de 1642. El mateix any en les actes de la guilda es recull un conflicte amb Philips Wouwerman a compte d'un deixeble d'aquest que s'havia passat al taller de Wet.

## Galeria
- Al·legoria de la Pau, (c. 1650).
- La vocació de Sant Pere i Sant Andreu, (primera meitat del segle XVII).
- Nativitat Museu de Belles Arts de Carcasona.